# 古鲁皮
古鲁皮是巴西托坎廷斯州的一个市镇。总面积1836.65平方公里，总人口71197人，人口密度38.8人/平方公里。古鲁皮为托坎廷斯州第3大城市。